# Синчівка чорногорла
Синчі́вка чорногорла (Macronus ptilosus) — вид горобцеподібних птахів родини тимелієвих (Timaliidae). Мешкає в Південно-Східній Азії.

## Опис
Довжина птаха становить 16–17 см. Забарвлення переважно коричневе, тім'я рудувате, горло чорне. Шкіра між дзьобом і очима, а також навколо очей гола, синя. На шиї білі плями. На нижній частині спини та на надхвісті довгі, нитчасті, волосоподібні пера.

## Підвиди
Виділяють три підвиди:
- M. p. trichorrhos (Temminck, 1836) — Суматра і острови Бату[en];
- M. p. ptilosus Jardine & Selby, 1835 — Малайський півострів;
- M. p. reclusus Hartert, E, 1915 — Калімантан, острови Банка і Белітунг.

## Поширення і екологія
Чорногорлі синчівки живуть у вологих рівнинних тропічних лісах з густим підліском, на узліссях, в заболочених лісах і на болотах. Зустрічаються на висоті до 200 м над рівнем моря. Живляться комахами. в кладці 2-3 яйця.

## Збереження
МСОП класифікує стан збереження цього виду як близький до загрозливого. Чорногорлим синчівкам загрожує знищення природного середовища.